# Calimerius van Milaan

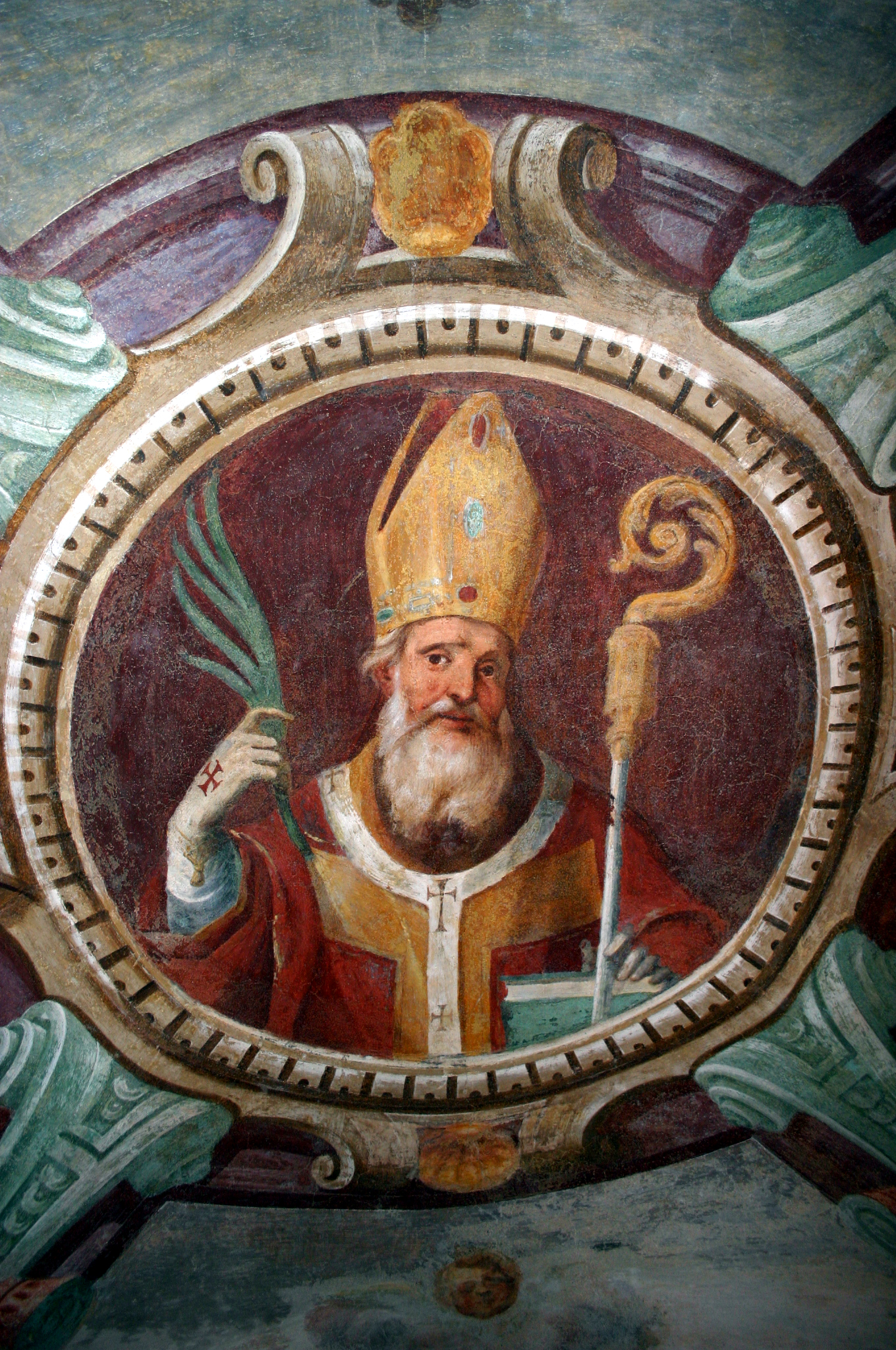
Calimerius van Milaan, afgebeeld met bisschopsstaf en palmtak

Calimerius van Milaan (Romeinse rijk, 3e eeuw – gestorven Milaan, 280) was de vierde bisschop van Milaan (270-280). De heilige en martelaar Calimerius wordt ook de apostel van de Po-vlakte genoemd.

## Levensloop
De legendes over Calimerius situeren zijn jeugdjaren in Rome. Later was hij werkzaam als priester bij de christenen in Milaan, onder leiding van bisschop Castricianus. In het jaar 270 verkozen de christenen van Milaan Calimerius tot hun bisschop, na het overlijden van Castricianus. In die tijd was er de crisis van de derde eeuw in het Romeinse Rijk, met alle chaos van dien; het was de periode van de late soldatenkeizers. Enkele Milanezen smeten Calimerius in een waterput waar hij stierf (280). Later werd hij vereerd als heilige, zowel door rooms-katholieken als door orthodoxen.
In de 8e eeuw bouwden de Milanezen een basiliek gewijd aan Calimerius: Basilica di San Calimero. Dit had te maken met het vinden van de waterput, waar zij de beenderen in het water aantroffen. De basiliek staat in de poort van de Porta Romana in Milaan. De grafkerk van de heilige Calimerius trok pelgrims aan. De basiliek werd herbouwd in de 16e en 19e eeuw.

## Calimerius vandaag in Milaan

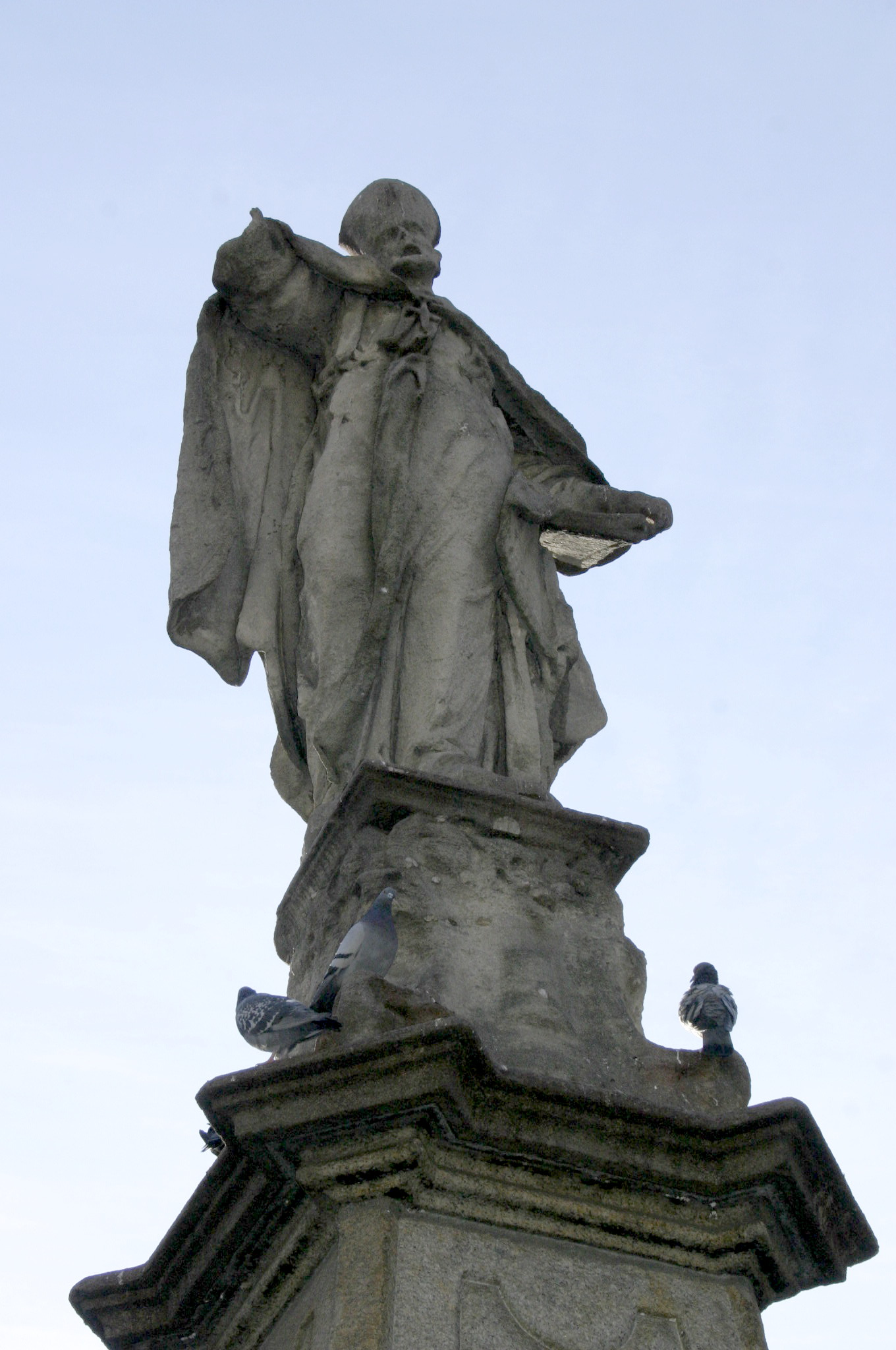
Standbeeld in Milaan
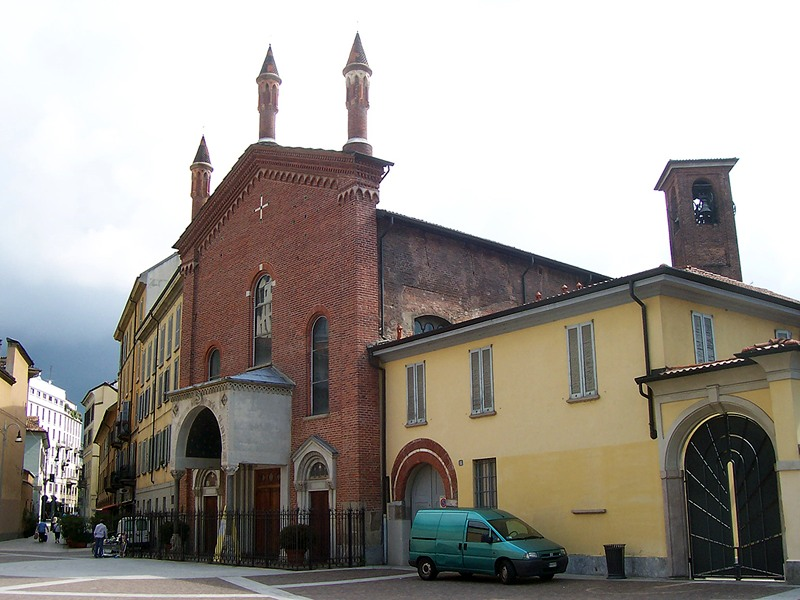
Basiliek in Milaan
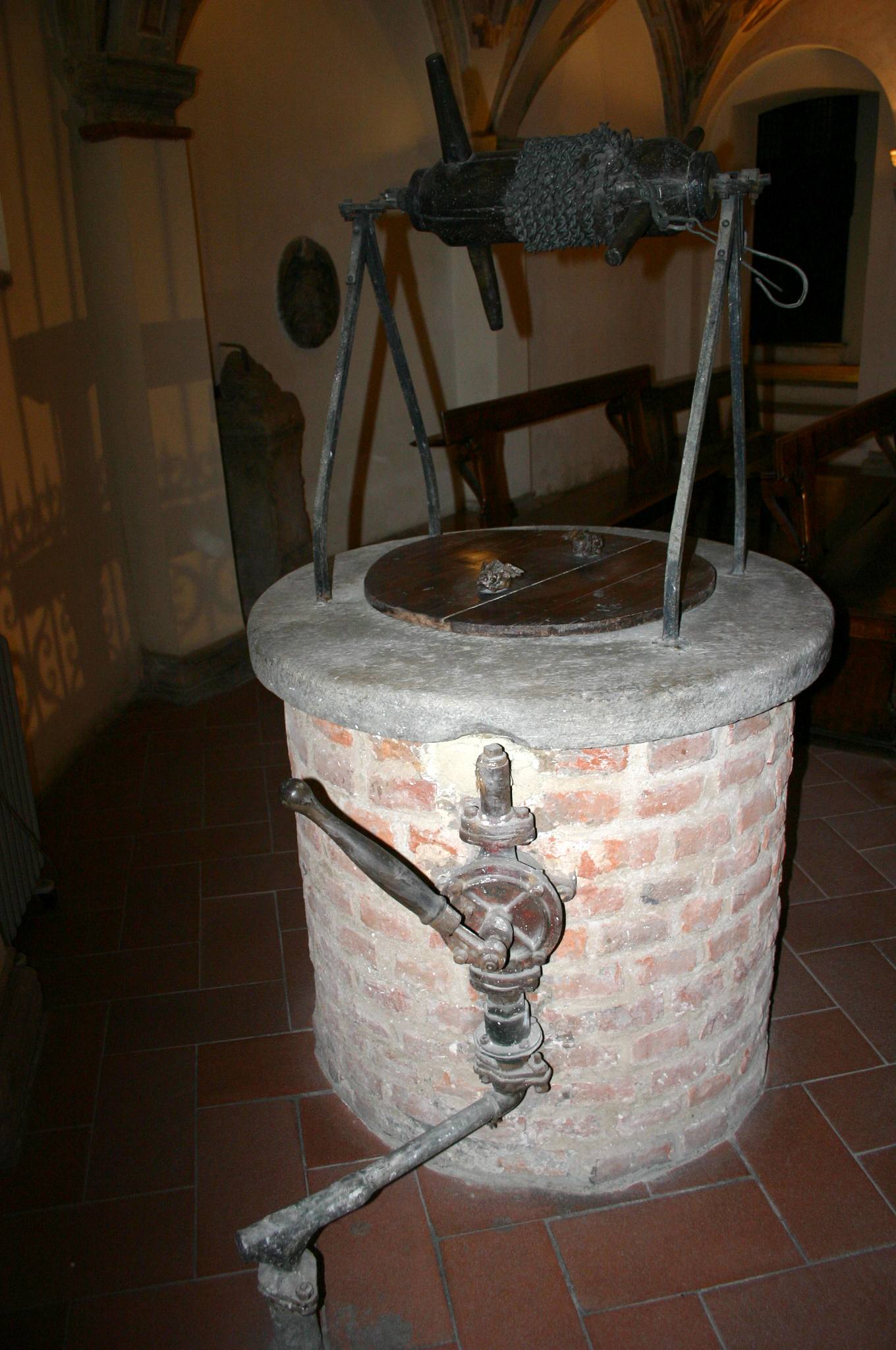
waterput in de basiliek